# 联苯烯
联苯烯是一种有机化合物，化学式为(C6H4)2，常温常压下为淡黄色固体，有干草般气味，化学性质接近传统的多环芳香烃。